# دايفيد هوف
دايفيد هوف (بالإنجليزية: David Huff)‏ هو لاعب كرة قاعدة أمريكي، ولد في 22 أغسطس 1984 في سان دييغو في الولايات المتحدة.

## وصلات خارجية
- دايفيد هوف على موقع دوري كرة القاعدة الرئيسي (الإنجليزية)
- دايفيد هوف على موقع الدوري الياباني لكرة القاعدة (الإنجليزية)
- دايفيد هوف على موقع دوري كوريا الجنوبية لكرة القاعدة (الإنجليزية)
- دايفيد هوف على موقعبيزبول رفرنس.كوم (الدوري الرئيسي) (الإنجليزية)
- دايفيد هوف على موقعبيزبول رفرنس.كوم (الدوري الثانوي) (الإنجليزية)
- دايفيد هوف على موقع إي إس بي إن.كوم (أم.أل.بي) (الإنجليزية)
- دايفيد هوف على موقع مشجعي الرسوم البيانية (الإنجليزية)